# 北大附属嘉兴实验学校
北大附属嘉兴实验学校是由北大青鸟与嘉兴经济开发区共同合作创办的一所集幼儿园、小学、初中、高中为一体的国际化新型学校。学校地址位于浙江省嘉兴市南湖区花园路2339号。